# Lindsay Farella
Lindsay Farella es una deportista estadounidense que compitió en natación. Fue campeona mundial de 4x100 metros libres en el Campeonato Mundial de Natación de 1998.

## Palmarés internacional
| Campeonato Mundial de Natación en Piscina Corta | Campeonato Mundial de Natación en Piscina Corta | Campeonato Mundial de Natación en Piscina Corta | Campeonato Mundial de Natación en Piscina Corta |
| Año                                             | Lugar                                           | Medalla                                         | Prueba                                          |
| ----------------------------------------------- | ----------------------------------------------- | ----------------------------------------------- | ----------------------------------------------- |
| 1997                                            | Gotemburgo (Suecia)                             | Medalla de plata                                | 4 × 100 m estilos                               |
| Campeonato Mundial de Natación                  |                                                 |                                                 |                                                 |
| Año                                             | Lugar                                           | Medalla                                         | Prueba                                          |
| 1998                                            | Perth (Australia)                               | Medalla de oro                                  | 4 × 100 m libre                                 |
| 1994                                            | Roma (Italia)                                   | Medalla de plata                                | 4 × 100 m libres                                |